# Pou de la Caseta de Miralles
El Pou de la Caseta de Miralles, també anomenat del Dilluns o Pouet de Gasparó, és un pou de neu situat al terme de Xixona, l'Alacantí. Es troba a la Serra de la Carrasqueta. Es considera que va ser construït al segle xix.

## Localització
L'accés tradicional es realitzava des de la carretera d'Alcoi a Xixona, numerada com N-340. Al punt quilomètric 119,5 ix un camí carreter cap a l'oest que passa pels masos de Sant Ignasi, de Brossa i del Niño. El pou s'hi troba entre estos dos últims i sobre el camí. El pou queda prop del límit amb el terme d'Ibi. Cal assenyalar que amb dates de 2007, la carretera estava renumerada com CV-800 i el punt quilomètric era el 781.

## Descripció
Es tracta d'una nevera de planta circular amb pou. El seu diàmetre és de nou metres. Està excavada en un pendent, de manera que per la part més fonda fa 6,6 metres des del punt més alt dels murs existents, mentre que de l'altra banda, la menys fonda, només en fa que 5,5 metres. No tota la fondària prové de l'excavació, ja que sobre el nivell del terreny original es va alçar un mur circular d'uns dos metres d'alçada i 70 centímetres de gruix. La capacitat del pou era de 350 metres cúbics, però va resultar parcialment reblit.
Els materials de construcció són pedra calcària procedent de l'entorn i de l'excavació. El vessant va ser atalussat. El mur sobre el sòl presenta quatre portes d'1,20 m d'amplària, orientades al NE, SE, SO i NO, les quals no conserven les seues llindes superiors. A més, no es conserva cap indici de voltes i trespols que el tancaren per dalt. Els tècnics de la Generalitat Valenciana suposen que no seria amb volta de maçoneria, sinó que potser fora amb un sostre de bigues, canyís i teula.
Els materials de construcció i l'origen són pedra calcària de l'entorn i de l'excavació del depòsit. El mur sobre el terra original es va fer amb maçoneria en sec i morter.
Tot i que no presenta pròpiament elements accessoris, a la zona inferior del depòsit s'hi troben abancalaments, un aljub i una edificació rural (la Caseta de Miralles), a la vora del camí carreter.